# Gaja Grzegorzewska
Gaja Grzegorzewska (ur. 11 maja 1980 w Krakowie) – polska pisarka i filmoznawczyni.

## Życiorys
Autorka cyklu kryminałów o prywatnej detektyw, Julii Dobrowolskiej: Żniwiarz, Noc z czwartku na niedzielę, Orchidea (wspólnie z Marcinem Świetlickim i Irkiem Grinem), Topielica (Nagroda Wielkiego Kalibru w 2011), Grób, Betonowy pałac, Kamienna noc. Jej najnowsza powieść Selkis opowiada o wojnie międzygalaktycznej.
Absolwentka VIII Liceum Ogólnokształcącego w Krakowie i filmoznawstwa na Uniwersytecie Jagiellońskim. Adeptka brazylijskiej sztuki walki – capoeiry. Swoje teksty publikowała m.in. w Portalu Kryminalnym, "Polityce", "Piśmie", "Gazecie Wyborczej". Zajmuje się także scenopisarstwem. Jest jedną ze scenarzystek filmu Erotica 2022 i serialu Krakowskie potwory (dostępny na platformie Netflix). Nałogowo ogląda space opery i chciałaby zamieszkać na statku kosmicznym. Mieszka w Krakowie.

## Twórczość

### Cykl o Julii Dobrowolskiej
- Żniwiarz, Kraków: EMG, 2006, ISBN 83-922980-2-0[2]
- Noc z czwartku na niedzielę, Kraków: EMG, 2007, ISBN 978-83-922980-6-9[3]
- Topielica, Kraków: EMG, 2010, ISBN 978-83-925583-8-5[4]
- Grób, Kraków: EMG, 2012, ISBN 978-83-931018-8-7[5]
- Betonowy pałac, Kraków: Wydawnictwo Literackie, 2014, ISBN 978-83-08-05375-1[6]
- Kamienna noc, Kraków: Wydawnictwo Literackie, 2016, ISBN 978-83-08-06112-1[7]

### Współautorstwo
- Orchidea, Kraków: EMG, 2009, ISBN 978-83-925583-5-4 (wspólnie z Irkiem Grinem i Marcinem Świetlickim)[8]

### Samodzielne powieści
- Z dreszczykiem, Kraków: Małopolski Instytut Kultury, 2019, ISBN 978-83-61-40658-7[9]
- Selkis, Kraków: Wydawnictwo Literackie, 2022, ISBN 978-83-0807-509-8[10]

### Opowiadania w zbiorach
- Zabawy przy torach, [w:] Zatrute pióra. Antologia kryminału, Zakrzewo: Wydawnictwo Replika, 2012, ISBN 978-83-76741-79-6[11]
- Niedzielne popołudnia, [w:] Rewers, Poznań: Czwarta Strona, 2016, ISBN 978-83-7976-508-9[12]
- Lis w kurniku, [w:] Trupów hurtowo trzech, Poznań: Media Rodzina, 2017, ISBN 978-83-8008-374-5[13]
- Model testowy B, [w:] Balladyna, Poznań: Wydawnictwo Filia, 2019, ISBN 978-83-8075-693-9[14]

Inne
- Osobliwiec, audiobook Audioteki na podstawie opowiadania napisanego wspólnie z użytkownikami portalu Gadzetomania.pl w ramach akcji Nieskończona Opowieść (2015)[15][16]

## Nagrody
- 2011: Nagroda Wielkiego Kalibru[17]